# 1626
1626 (MDCXXVI) var ett normalår som började en torsdag i den gregorianska kalendern och ett normalår som började en söndag i den julianska kalendern.

## Händelser

### Januari
- 7 januari – Svenskarna besegrar polackerna i slaget vid Wallhof.

### April
- 15 april – Protestanterna och danskarna besegras av kejsarens trupper i slaget vid Dessau bro.

### Maj
- 24 maj – Nederländaren Peter Minuit köper ön Manhattan av de inhemska indianerna för varor till ett värde av 24$.

### Juni
- 6 juni – Riddarhusordningen antas, varigenom den svenska adeln indelas i klasserna: herre-, riddar- och svenneståndet.
- 27 juni – Gustav II Adolf landstiger i Pillau utanför Königsberg och den svenska hären erövrar snabbt de polska hamnarna i området, vilket inleder Preussiska skedet (1626–1629) av kriget mot Polen.

### Augusti
- 17 augusti (GS) - Protestanterna besegras av kejsarens trupper i slaget vid Lutter am Barenberge.

### September
- 21 september – Svenskarna besegrar polackerna i slaget vid Mewe.

### Oktober
- Oktober – Axel Oxenstierna blir generalguvernör över de svenska besittningarna i Preussen.

### November
- 18 november – Peterskyrkan i Rom invigs

### December
- 8 december – Ferdinand III kröns till kung av Ungern.[1]

### Okänt datum
- Strängnäs gymnasium inrättas av biskop Laurentius Paulinus Gothus.
- Genom kansliordningen (tillkommen på Axel Oxenstiernas initiativ) skapas Kanslikollegium med bestämda uppgifter inom in- och utrikespolitik.
- Regalskeppet Vasa börjar byggas på Stockholms skeppsgård. Nederländare är drivande i bygget, både teoretiskt och praktiskt.
- Andreas Bureus (Anders Bure; Den svenska geografins fader) utger sin berömda Nordenkarta, tillkommen på uppdrag av svenska regeringen.
- Kronobruket Lövsta (järnbruk) i Uppland utarrenderas till holländaren Willem de Besche, dock hela tiden under kronans kontroll.

## Födda
- 5 februari – Marie de Rabutin Chantal de Sévigné, fransk författare.
- 17 maj – Eleonora Katarina av Pfalz, svensk adelsdam, dotterdotter till Karl IX.
- 9 juni – Alexandre Bontemps, betjänt hos kung Ludvig XIV av Frankrike.
- 13 juli – Johannes Baazius d.y., svensk ärkebiskop 1677–1681.
- 4 oktober – Richard Cromwell, lordprotektor över England, Skottland och Irland 1658–1659.
- 7 eller 8 december (GS) – Kristina, regerande drottning av Sverige 1632–1654 (myndig 1644).

## Avlidna
- 9 april – Sir Francis Bacon, engelsk filosof och statsman.
- 30 oktober – Willebrord Snell, holländsk matematiker, astronom och fysiker.
- 30 september – Nurhaci, manchuisk hövding och grundare av den senare Jin-dynastin.
- 9 december – Salomon de Brosse, fransk arkitekt.
- Beate Huitfeldt, dansk hovfunktionär.

### Fotnoter
1. ↑  World Statesmen (läst 3 april 2011)